# Siwa (oaza)
Siwa (arap. واحة سيوة‎: Wāḥat Sīwah; „ptica grabežljivica, zaštitnica boga sunca Amon-Ra“) je oaza u zapadnom Egiptu koja se nalazi između despresije Katara i Egipatskog pješčanog mora u Libijskoj pustinji. Područje se nalazi oko 50 km istočno od granice s Libijom, odnosno 560 km zapadno od Kaira. Siwa se prostire 80-ak km u dužinu i 20 km u širinu, a oaza se smatra jednim od najizoliranijih egipatskih naseljenih područja u kojem živi oko 23.000 ljudi, većinom Berberi. Oaza ima veliko povijesno značenje budući kako se u njenoj neposrednoj blizini nalaze hramovi posvećeni bogu Sunca (Amon-Ra). Poljoprivreda i turizam danas čine najvažnije gospodarske grane u Siwi, gdje uspijevaju masline i datulje.

## Vanjske poveznice
- Službene stranice Siwe (SiwaOasis.com)
- Fotoalbum oaze Siwa (SiwaOasis.com)
- Galerija fotografija (Badawiya.com)  Arhivirana inačica izvorne stranice od 28. rujna 2007. (Wayback Machine)
- Oaza Siwa (SaudiAramcoWorld.com)  Arhivirana inačica izvorne stranice od 16. prosinca 2012. (Wayback Machine)
- Putopis Alaina Blottièrea o Siwi (Harpocrates.com.eg)  Arhivirana inačica izvorne stranice od 14. svibnja 2010. (Wayback Machine)